# تجارة متوازنة
التجارة المتوازنة (بالإنجليزية: Balanced trade)‏ هي نموذج اقتصادي بديل للتجارة الحرة. وتتطلب بلدان ذات تجارة متوازنة لتوفير نمط متساوي من التجارة المتبادلة؛ ولا يمكنها التعامل وفق عجز تجاري كبير. 
ظهر مفهوم التجارة المتوازنة في مقالة بقلم مايكل ماكيفر (Michael McKeever) رئيس معهد ماكيفر لتحليل السياسات الاقتصادية. و وفقًا للمقال، "التجارة المتوازنة هي مفهوم بسيط يقول أنه ينبغي على البلد أن يستورد فقط بقدر ما يصدر، فتكون التجارة وتدفق الأموال متوازنان. يمكن لأي بلد موازنة تجارته إما على أساس شريك تجاري بحيث يكون مجموع تدفقات الأموال بين البلدين متساوية، أو يمكنه موازنة التجارة وتدفقات الأموال الكلية بحيث يكون العجز التجاري مع بلد واحد متوازن مع فائض تجاري مع بلد آخر. "